# Caroline Hedwall

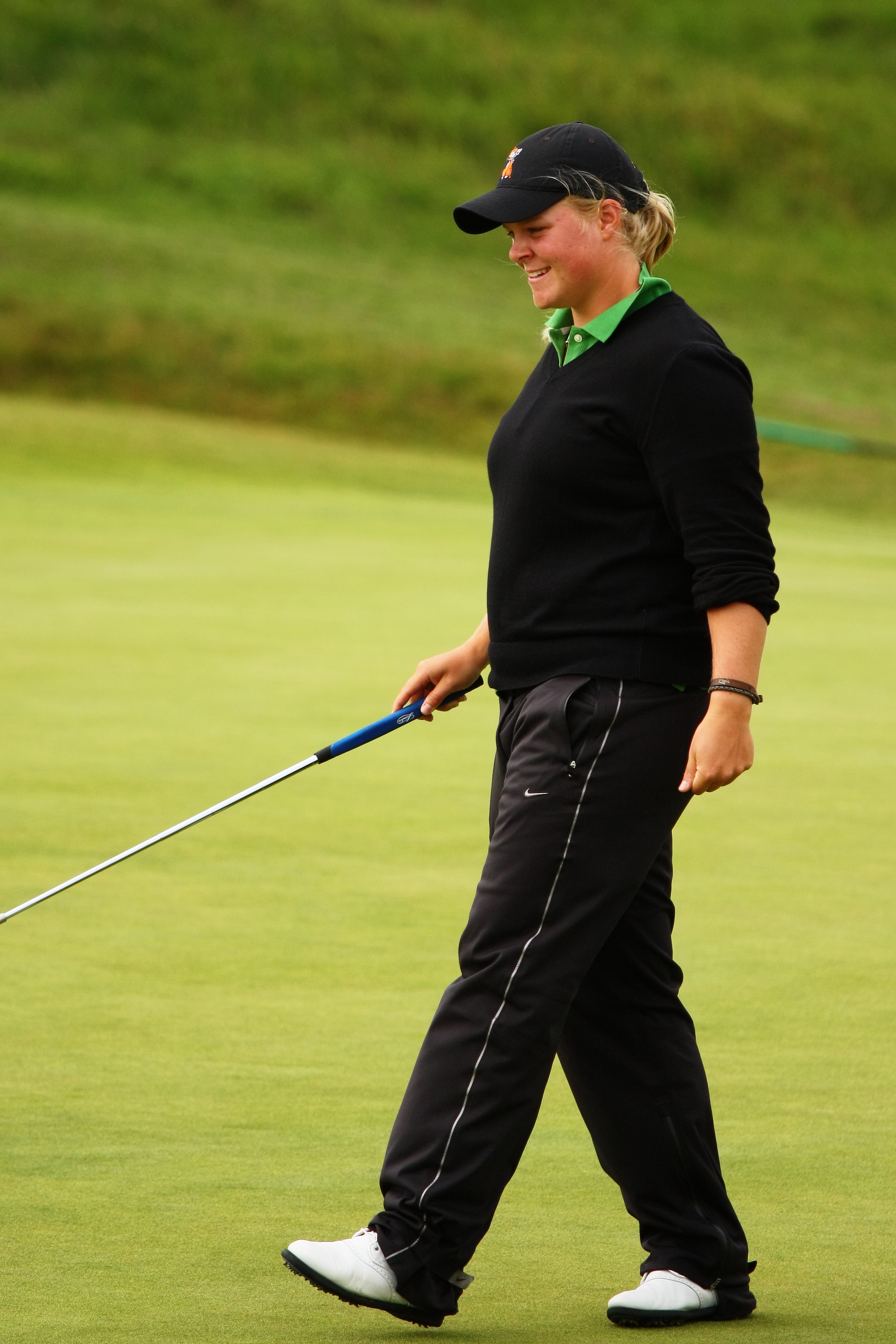
2010 op het Brits Open

Caroline Hedwall (Täby, 13 mei 1989) is een Zweeds golfprofessional. Ze woont in Löddeköpinge.
Caroline studeerde aan de Oklahoma State University.

## Amateur
In 2008 speelde zij in het nationale team. Met Pernilla Lindberg en Anna Nordqvist won zij de Espirito Santo Trophy.
In haar laatste jaar als amateur speelde Hedwall in 2010 in het British Open mee en eindigde op de 27ste plaats. Als beste amateur kreeg zij de Smyth Salver. Ook werd zij 8ste bij de Finnair Masters, die zij in 2011 als professional won. 

### Gewonnen
- 2007: Europees Amateur Kampioenschap
- 2009: Europees Amateur Kampioenschap
- 2010: NGCA Speler van het Jaar

### Teams
- Espirito Santo Trophy: 2008 (winnaars)
- ELTK: 2008 (winnaars), 2010 (winnaars)

## Professional
Hedwall ging in 2010 naar de Tourschool, won deze, werd professional, won een toernooi in januari in Australië en kwam als rookie op de Ladies European Tour in 2011. Zij is volgens de statistieken over haar eerste elf toernooien met 82.03% wereldwijd de speler (mannen en vrouwen) die het vaakst 'in regulation' op de green komt. In haar rookiejaar won ze twee eerste negen toernooien.

### Gewonnen
ALPG Tour
- 2011: Women's New South Wales Open
- 2013: Women's New South Wales Open

Europese Tour
- 2010: Tourschool
- 2011: Ladies Slovak Open, Finnair Masters, UNIQA Ladies Golf Open

### Teams
- 2011: Solheim Cup